# Duchowiec (sielsowiet mokowski)
Duchowiec (ros. Духовец) – wieś (ros. деревня, trb. dieriewnia) w zachodniej Rosji, w sielsowiecie mokowskim rejonu kurskiego w obwodzie kurskim.

## Geografia
Miejscowość położona jest nad Sejmem (lewy dopływ Desny), 4 km od centrum administracyjnego sielsowietu (1-ja Mokwa), 9 km na południowy zachód od Kurska, 2 km od drogi magistralnej (federalnego znaczenia) M2 «Krym» (część trasy europejskiej E105).
We wsi znajdują się ulice: Andriejewskaja, Aprielskaja, Bieriozowaja, Cwietocznaja, Cwietocznyj pierieułok, Czajnaja, Dobraja, Dorożnaja, Druziej, Duchowieckaja, Gieorgijewskaja, Izumrudnaja, Ilinskaja, Jarosławskaja, Jużnaja, Kofiejnaja, Krasiwaja, Lenskaja, Letniaja, Małyj pierieułok, Mariinskaja, Nabierieżnaja, Nadieżdy, Nikolskaja, Oziernaja, Pobiedy, Polewaja, Polanskaja, Prostornyj pierieułok, Roz, Siemiejnaja, Skazocznaja, Sportiwnaja, Tomskaja i Uspiesznaja (748 posesji).
Klimat
Miejscowość, jak i cały rejon, znajduje się w strefie klimatu kontynentalnego z łagodnym ciepłym latem i równomiernie rozłożonymi opadami rocznymi (Dfb w klasyfikacji klimatów Köppena).

## Demografia
W 2010 r. wieś zamieszkiwało 239 osób.